# 大谷光淳
大谷 光淳（おおたに こうじゅん、1977年（昭和52年）6月13日 - ） は、浄土真宗本願寺派の僧侶。本願寺第25世。
西本願寺・築地本願寺・全国の本願寺派直属寺院（別院・教堂）の住職。諱は光淳。法名は釋専如（しゃく せんにょ）。

## 経歴
1977年、本願寺第24世即如（大谷光真）の長男として、京都府京都市に生まれる。1990年、平安中学（現・龍谷大学付属平安中学校・高等学校）に入学。高校も同校に進学し1996年に卒業。
1992年に得度し、本願寺新門・浄土真宗本願寺派新門に就任。2000年に法政大学法学部卒業。2002年 - 龍谷大学大学院文学研究科修士課程（真宗学）を修了。2005年、龍谷大学大学院文学研究科博士課程（真宗学）を単位取得退学。同年、龍谷大学文学部講師、中央仏教学院講師に就任。、また浄土真宗本願寺派信楽寺（宮崎県児湯郡）寺族・衆徒（僧侶）であった古川流豆美と結婚
2008年、本願寺築地別院副住職に就任。2012年4月1日、宗教法人浄土真宗本願寺派の規則の変更及び本願寺の規則変更に伴い、本願寺嗣法・浄土真宗本願寺派新門・築地本願寺（本願寺築地別院より改称）副住職となる。
2013年4月15日、父の光真が門主退任を表明し、翌年に門主となることが決定。2014年6月6日、西本願寺で行われた法統継承式で第25代門主に就任。
2016年10月1日、法統継承を仏祖に奉告し、宗門内外に披露する伝灯奉告法要を翌年5月31日にかけて10期80日間つとめる。この初日に親教「念仏者の生き方」を示す。2018年11月23日、全国門徒総追悼法要の親教で「念仏者の生き方」への親しみや理解を深めてほしいという思いから、その肝要を四カ条にまとめた「私たちのちかい」を示す。2021年4月15日、立教開宗記念法要の親教で、親鸞の生き方に学び、次世代に法義がわかりやすく伝わるよう、その肝要を「浄土真宗のみ教え」として示す。
2023年1月16日、御正忌報恩講法要の満日中のあと、「新しい「領解文」(浄土真宗のみ教え)についての消息」を発布する。同年3月29日、親鸞聖人御誕生850年・立教開宗800年慶讃法要を5月21日にかけて5期30日間つとめる。

## 著作リスト

### 論文
- CiNii>大谷光淳
- INBUDS>大谷光淳

## インタビュー
- 【産経】2014年6月3・4日付「話の肖像画」1・2・3・4・5
- 【朝日】2014年6月3日付「ひと」大谷光淳さん　浄土真宗本願寺派の25代門主に就く